# Операция «Плуто»

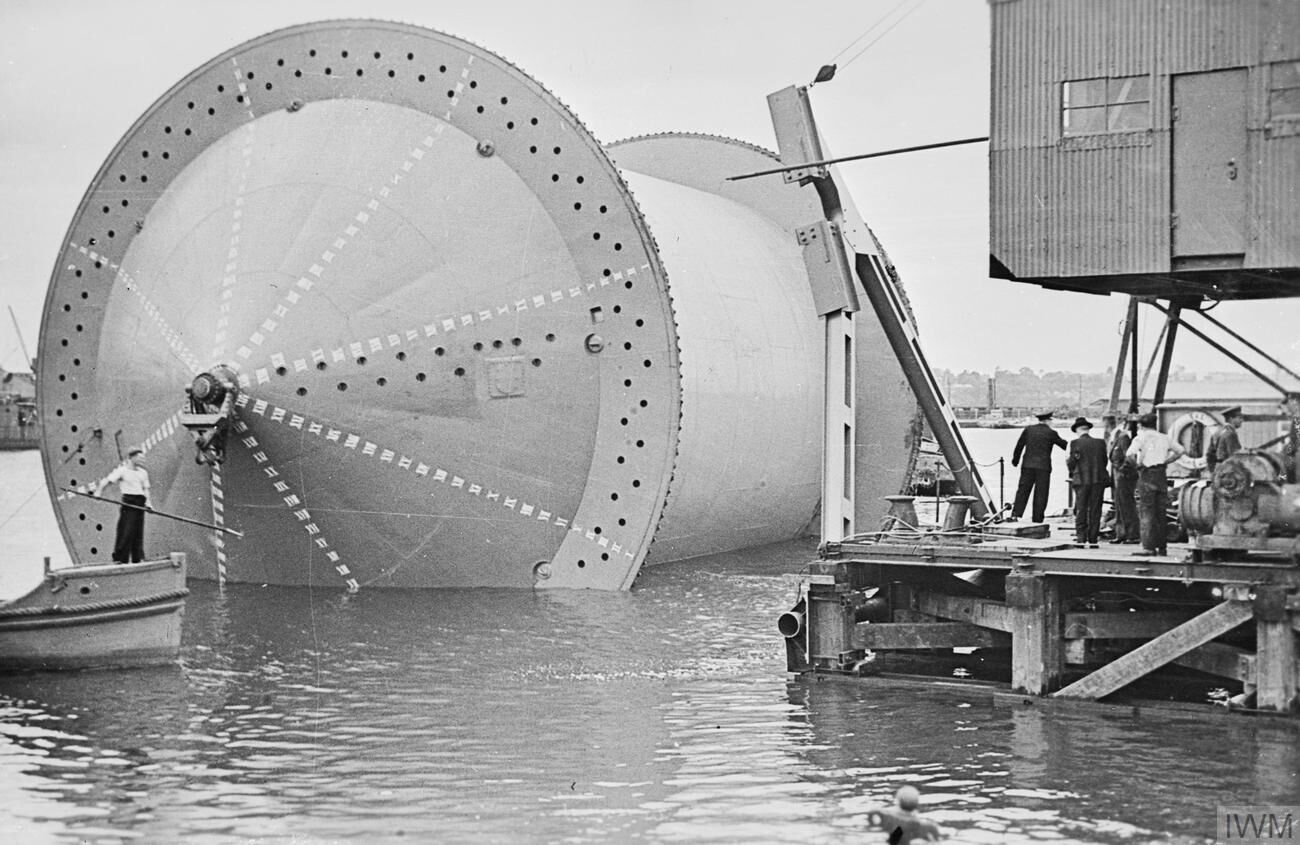
Работы во время укладки трубопровода.

Операция «Плуто» (англ. Operation Pluto — от первых букв английского наименования Pipe-Lines Under The Ocean — трубопровод под океаном) — кодовое название операции, имевшей целью логистическое обеспечение войск, высадившихся на побережье Нормандии во время Второй мировой войны, горюче-смазочными материалами, проведённая союзниками во время операции «Нептун».
Операция была разработана и реализована на практике британскими учёными, экспертами нефтяных компаний и представителями вооружённых сил. Целью этой операции являлось строительство и обеспечение функционирования огромного трубопровода, пролегавшего по дну Ла-Манша между побережьями Англии и Франции, для обеспечения группировки союзных войск на берегу Нормандии. Принципиальная схема конструкции была предложена главным инженером англо-иранской нефтяной компании Артуром Хартли.
Создание трубопроводной системы позволяло избавиться от необходимости привлекать в опасных условиях этого региона боевых действий танкеры, являвшиеся уязвимыми для уничтожения немецкими подводными лодками и необходимыми на Тихоокеанском театре военных действий.